# Kloster Garnstock

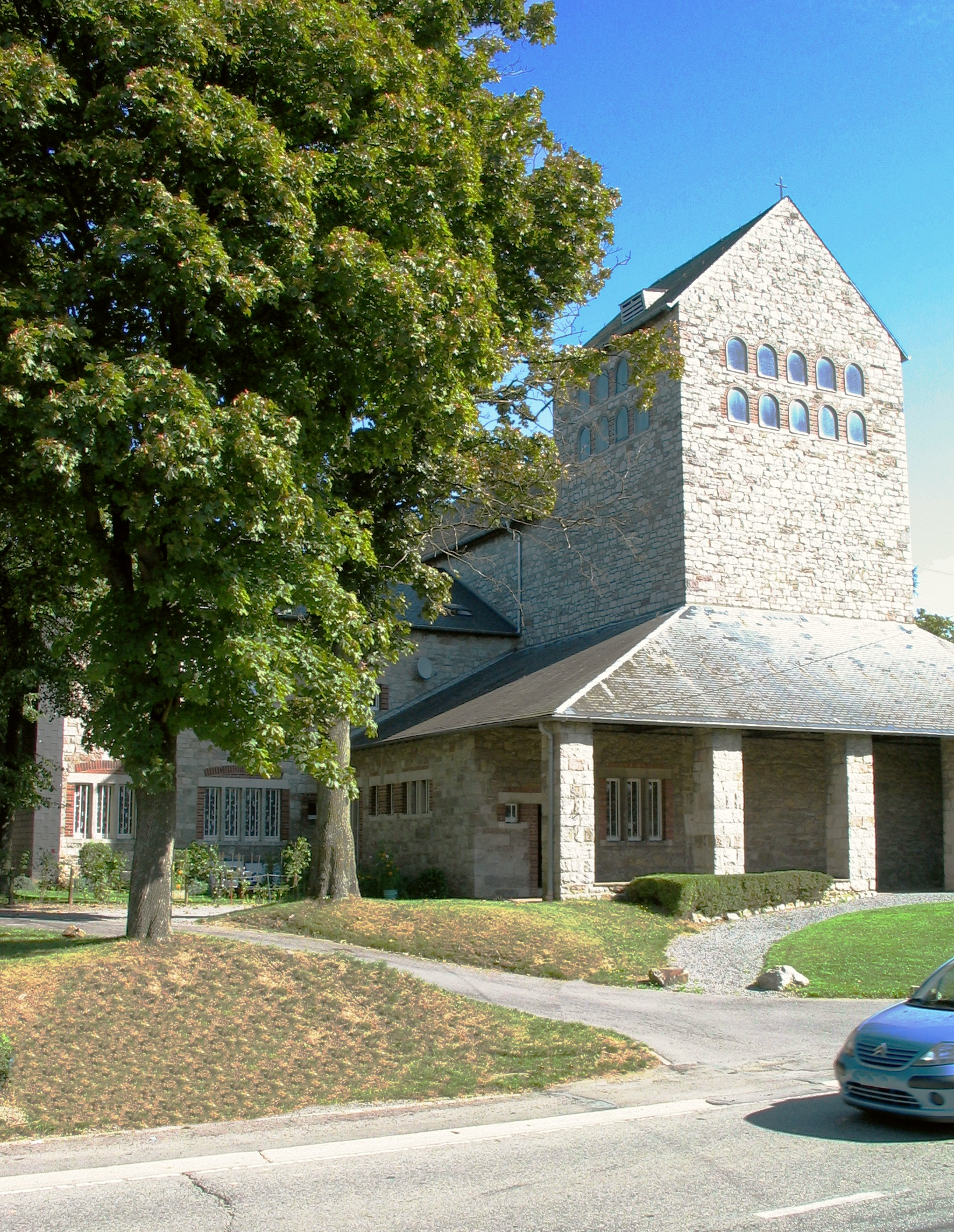
Klosterkirche Garnstock

Das Kloster Garnstock ist ein ehemaliges Franziskanerkloster in der Gemeinde Baelen in der Provinz Lüttich in der Wallonischen Region in Belgien. Die Klosteranlage wurde 1913 erbaut und die Klosterkirche zwischen 1933 und 1936 nach Plänen des deutschen Architekten Dominikus Böhm errichtet. Die Einrichtung diente von 1924 bis 1972 als „Missionskolleg der südbrasilianischen Franziskanerprovinz Garnstock“ und ist seit der Auflösung als Kloster im Jahr 1973 zunächst Schul- und später eine Sozial- und Kultureinrichtung.

## Geschichte

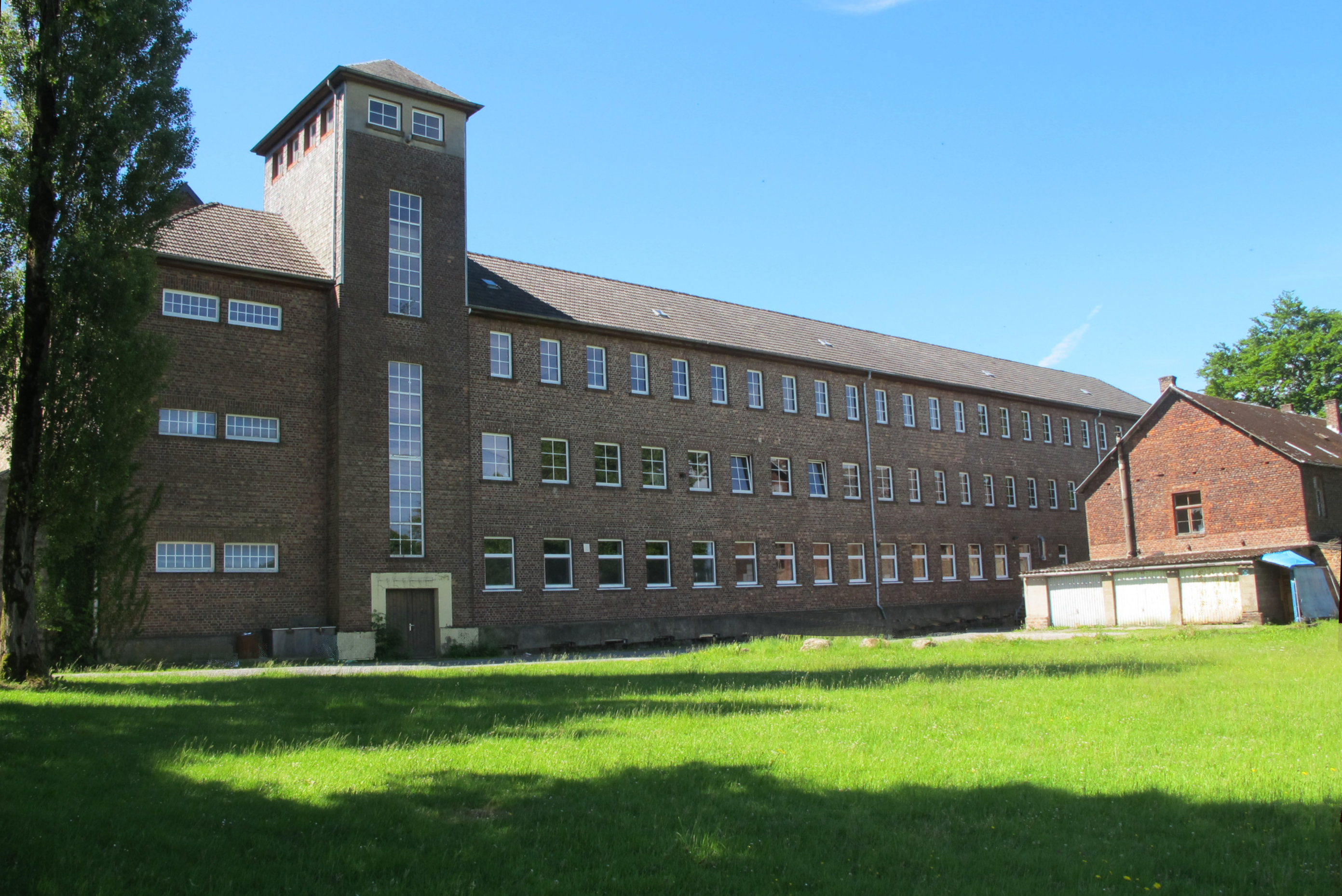
Schul- und Wirtschaftsgebäude

Es waren zunächst einige Eucharistiner-Patres, die sich 1909 in Baelen, direkt an der Grenze zur Stadt Eupen, mit einer kleinen Niederlassung in einem Bestandshaus gegenüber dem heutigen Klosterbau einrichteten. Der Standort war bewusst so gewählt worden, weil Eupen bis 1920 zu Preußen gehörte und dort die Gründung von katholischen Klöstern mit Schwierigkeiten verbunden war. Im Jahr 1913 ließen die Eucharistiner das Klostergebäude Garnstock erbauen, übergaben aber mangels eigenen Nachwuchses die Anlage bereits 1924 an eine Gruppe von Franziskanern aus dem Kloster Moresnet-Chapelle. Diese richteten dort eine Ausbildungsstätte für Klosterschüler ein, die sich für den zukünftigen Beruf des Priesters entschieden hatten und für die Evangelisierung in Südbrasilien vorgesehen waren. Bis 1940 absolvierten im „Missionskolleg der südbrasilianischen Franziskanerprovinz Garnstock“ rund 800 Priesterschüler ihre Studia humanitatis, bevor ein Teil von ihnen anschließend in Brasilien ihr Abitur ablegten. Zwischenzeitlich ließ der Orden zwischen 1934 und 1936 nach Plänen des Kölner Kirchenarchitekten Dominikus Böhm, der zu jener Zeit des Nationalsozialismus in Deutschland durch seine weitgehende Unangepasstheit in wirtschaftliche Schwierigkeiten geraten war, die neue Klosterkirche errichten, die am 4. Oktober 1936 vom Lütticher Bischof Louis-Joseph Kerkhofs eingeweiht wurde.
Mit der Annexion Ostbelgiens im Mai 1940 im Verlauf des Zweiten Weltkrieges besetzten deutsche Soldaten einer SA-Motoradstaffel das Kloster, woraufhin die Franziskaner ihre Ausbildung von Priesterschülern wenig später einstellen mussten. In den Jahren 1942/1943 wurden die Räume der Klosteranlage zudem als Lehrerbildungsanstalt genutzt.
Nach dem Abzug der deutschen Besatzer aus Belgien im September 1944 übernahmen zunächst amerikanische Alliierte die Klosteranlage und richteten dort während der Schlacht um Aachen 1944/45 ein Lazarett sowie von Juni bis Dezember 1945 ein Internierungslager für aus der deutschen Wehrmacht entlassene Ostbelgier ein, bevor die Räume als Sanatorium für lungenkranke deutsche Kriegsgefangene hergerichtet wurden. Nachdem der letzte deutsche Kriegsgefangene im Jahr 1950 entlassen worden war, übernahmen die Franziskaner wieder ihr angestammtes Haus. Ab November 1951 wurde der Schulbetrieb wieder aufgenommen und in den folgenden Jahren noch 75 Schüler nach Brasilien entsandt. Im Jahr 1972 stellte der Orden den Schulbetrieb wegen Mangel an Klosterschülern allerdings ein und nur noch wenige Ordensangehörige und vormalige Brasilienmissionare verbrachten im Westflügel des Klosters ihren Lebensabend. Zwischenzeitlich vermietete der Orden von 1973 bis 1983 die ehemaligen Schulräume für einzelne Klassen der Pater-Damian-Sekundarschule Eupen.
Am 8. Mai 1977 verließen die letzten Franziskaner das Kloster Garnstock, da für sie die Aufrechterhaltung des Klosteranwesens nicht mehr zu bewältigen war. Anschließend wurde das Klostergebäude zu Sozialwohnungen mit einer modernen Tagesstätte für Behinderte sowie zu einer Begegnungsstätte für verschiedene Pfadfindergruppen umgebaut. Seit 1984 wird der Klosterkomplex durch die VoG „Kulturelle Stiftung St. Franziskus von Assisi – Garnstock“ verwaltet, die diese Aufgabe von der VoG des Franziskanerordens übernommen hatte.
Dank deren Initiative beteiligte sich das vormalige Kloster Garnstock von 2015 bis 2020 an der Gemeinschaftsveranstaltung „Kunstroute Weser-Göhl“, bei der einmal im Monat verschiedene Kunsteinrichtungen und Ateliers ihre Tore öffnen und Kunstobjekte bekannter Künstler präsentieren. Darüber hinaus steht bis zum heutigen Tag die Klosterkirche sowohl für das Abhalten der jahreszeitlichen Gottesdienste als auch als Veranstaltungsraum für diverse, meist klassische und kirchliche Konzerte und anderen Kulturveranstaltungen regelmäßig zur Verfügung.

## Bekannte Personen (Auswahl)
- Elpidius Markötter, Franziskaner und Lehrbeauftragter in Garnstock 1939/1940, tätig im Widerstand gegen den Nationalsozialismus, Märtyrer
- Tharsicius Paffrath, Franziskaner und Alttestamentler; 1942 Generalvisitator der Thüringischen Franziskanerprovinz und des Konventes Kloster Garnstock
- Reiner Pfeiffer, Klosterschüler, später Redakteur, bekannt durch die Barschel-Affäre
- Paschasius Hermann Rettler, Franziskaner und Brasilienmissionar, später Bischof des Bistums Bacabal
- Patricius Schlager, Franziskaner und Historiker, Lehrbeauftragter in Garnstock ab 1925

## Baucharakteristik

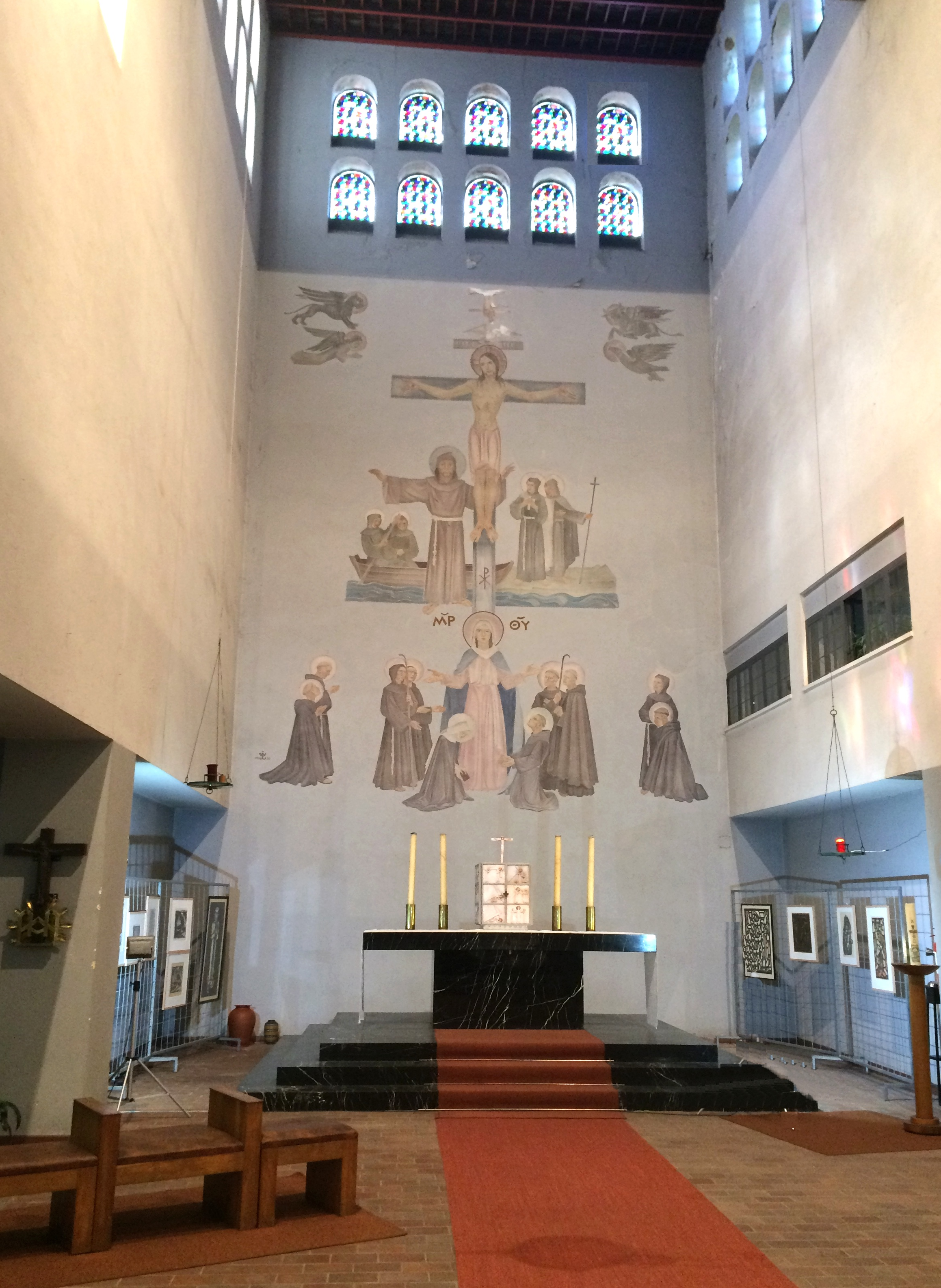
Chorraum

Die von Böhm aus Bruch- und Backsteinen errichtete Kirche mit
ihrem vorgebauten massiven Säulengang im Süden ist das auffälligste Gebäude der Klosteranlage. Sie hat den Grundriss einer Basilika mit zwei Seitenschiffen. Der querrechteckige Turm mit Giebeldach nimmt die gesamte Breite des Mittelschiffs ein und enthält im oberen Teil eine Doppelreihe von jeweils fünf kleinen Rundbogenfenstern im Bereich der Eingangsfassade und vier in den Seitenfassaden, die den innen liegenden Chorraum erhellen.
Zusammen mit einigen Lehrenden der Kunstgewerbeschule Aachen gestaltete Böhm die Räume der Klosterkirche. So stellten beispielsweise Anton Wendling die holzgeschnitzten Altarbilder für den Haupt- und die Seitenaltäre, Maria Hasemeier-Eulenbruch aus Raeren die dortigen Tabernakel sowie die 14 Kreuzwegstationen und den „Schmerzensmann“ im Eingangsbereich her. Als nicht zur Aachener Gruppe zählende Künstler schufen die Würzburger Kirchenmaler Willi Jakob (1895–1967) und Willi Wolf (1896–1958) das große Altarfresko mit der Kreuzigungsszene sowie Pater Geraldo Roderfeld das Wandgemälde auf der Nordinnenwand, das einen überlebensgroßen Christophorus darstellt, und die holzgeschnitzte Pietà.
Eine Besonderheit des Kirchenschatzes stellt die seit 1938 jährlich aufgestellte 100 m² große Landschaftskrippe dar, die landesweit zu den größten und schönsten ihrer Art gehört.
Im östlichen Bereich des Außengeländes befinden sich entlang des Zugangsweges zur Kirche noch einige schlichte Grabstätten der Patres sowie eine Marienstatue aus Gussbeton ebenfalls von Pater Geraldo Roderfeld.